# Subhanahu wa ta'ala
Subḥānahu wa ta'alā (Arabisch: سُبْحَانَهُ وَ تَعَالَى, geprezen en verheven is Hij) is een uitdrukking door moslims gebruikt na het horen, zeggen, schrijven van of een verwijzing naar de Arabische vertaling van de naam God, Allah, afgekort als swt of het Nederlandse gvH.
Het gebruik ervan is als zodanig terug te vinden in de Ahadith en in de Koran.
Een moslim kan ook Allah laten volgen door ta'ala, wat de Verhevene betekent, maar Hem doorgaans uitgebreider Allah subhanahu wa ta'ala noemen, veelal afgekort tot: Allah (swt). Een andere opvolger is 'Akbar', wat 'het grootste' betekent (vertaald: God is het grootst).